# Leucadendron rourkei
Leucadendron rourkei är en tvåhjärtbladig växtart som beskrevs av I.J.M. Williams. Leucadendron rourkei ingår i släktet Leucadendron och familjen Proteaceae. Inga underarter finns listade i Catalogue of Life.